# 매디슨 울프
매디슨 울프(Madison Wolfe, 2002년 10월 16일 ~ )는 미국의 배우이다.

## 출연 작품
- 말리그넌트 (2021년) - 세레나 메이 (아역) 역